# Венецианова, Александра Алексеевна
Алекса́ндра Алексе́евна Венециа́нова (1816—1882) — русская художница и мемуаристка, жанристка и натюрмортистка. Старшая дочь и ученица Алексея Венецианова, автор воспоминаний о нём.

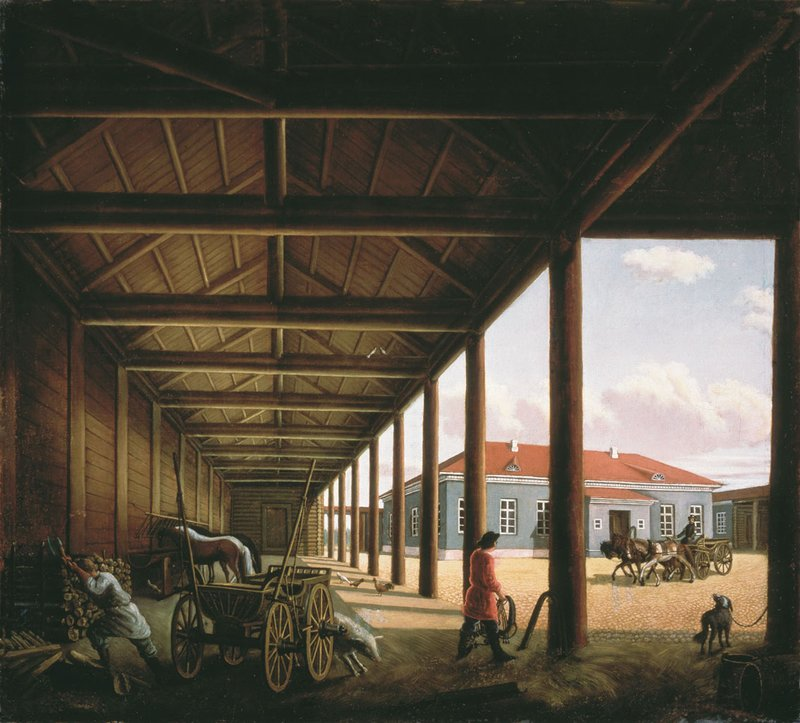
Почтовая станция

В 1819 году её отец оставил службу и поселился с семьей: женой Марфой Афанасьевной и двумя дочерьми, Александрой и Фелицатой (1818—1897), — в деревне Сафонково Тверской губернии, посвятив свои усилия разработке «крестьянского» жанра. Там же он организовал собственную художественную школу, которую посещала и Александра.
Александра исполняла портреты, жанровые картины, натюрморты. Автор воспоминаний об отце (1860-е гг.). Её работы имеются в Третьяковской галерее («Старик-крестьянин», 1842), Тверской областной картинной галерее. «Её искусство, очень искреннее, несет на себе печать наивности, свойственной так называемым домашним живописцам».
Обе сестры не были замужем; Фелицата завещала часть своего состояния на учреждение в Академии художеств стипендии имени отца, а его «Автопортрет» — в Русский музей. Александра «после смерти отца осталась почти без средств к существованию, вынуждена была продать отцовское имение Сафонково. До самой смерти вела переписку о помещении её в Смольный дом призрения».

## Мемуары
- Венецианова А. А. Записки дочери Венецианова. 1862 // Алексей Гаврилович Венецианов : Статьи. Письма. Современники о художнике / Сост., вступ. статья и примеч. А. В. Корниловой. — Л. : Искусство, 1980. — С. 214–236. — 391 с., 25 л. ил. : ил. — (Мир художника). — 50 000 экз. — OCLC 7876311.
  - Отрывки опубликованы в изд.: Савинов А. Н. Алексей Гаврилович Венецианов : жизнь и творчество ; [Венецианов, 1780–1847] / А. Н. Савинов. — М. : Искусство, 1955. — С. 207—210. — 223 с., 11 л. ил. : ил. — (Русские художники. Монографии).